# Parc industriel chimique de Sumqayıt
Le Parc industriel chimique de Sumqayıt LLC (en azerbaïdjanais : “Sumqayıt Kimya Sənaye Parkı” MMC) est une organisation de gestion de Parc industriel chimique de Sumqayıt et des parcs industriels de  Mingatchevir, Garadagh et Pirallahi en Azerbaïdjan. 

## Histoire
Le Parc industriel chimique de Sumqayıt LLC, relevant du ministère de l'Économie, a été créé par le décret №548 du 21 décembre 2011 du président azerbaïdjanais Ilham Aliyev, enregistré le 11 mai 2012.

## Directions des activités

### Activité de Parc industriel chimique de Sumqayıt LLC
Le parc industriel chimique de Sumqayıt LLC est une organisation de gestion de 4 des 5 parcs industriels en Azerbaïdjan.
- Parc industriel chimique de Sumqayıt

- Parc industriel de Mingatchevir

- Parc industriel du Garadagh

- Parc industriel de Pirallahi

## Parcs industriels
Les parcs industriels sont une zone qui dispose de l'infrastructure et des structures de gestion nécessaires à l'activité entrepreneuriale, qui est utilisée pour la production et le service d'un produit compétitif grâce à l'utilisation de technologies modernes, ce qui facilite le fonctionnement et le développement efficaces des entrepreneurs. 

### Parc industriel de Pirallahi
Le parc industriel de Pirallahi a été créé en vertu du décret n ° 2336 du 14 septembre 2016 du président de la République. Le territoire du parc industriel de Pirallahi est de 30 hectares. Le parc industriel de Pirallahi est une zone dans laquelle se trouvent les infrastructures et les structures de gestion nécessaires pour soutenir l'activité entrepreneuriale et le développement grâce à l'utilisation de technologies modernes pour produire des produits et services compétitifs dans l'industrie, y compris des produits pharmaceutiques, ainsi que pour créer des installations de transformation.
Il y a 4 résidents dans le parc industriel de Pirallahi:
- R-Pharm LLC[5]

- Diamed Co LLC[6]

- IFFA LLC[7]

- Abcheron Saffron Ltd LLC[8]

Le 16 mai 2019, le chef de l'Etat a visité le parc industriel de Pirallahi et a participé à la cérémonie d'ouverture de l'usine de production de seringues Diamed Co LLC. Le 9 décembre 2019, s'est tenue dans le parc industriel la cérémonie d'ouverture de la coentreprise pharmaceutique azerbaïdjan-russe R-Pharm LLC spécialisée dans la production de médicaments.

### Parc industriel de Mingatchevir
Le parc industriel de Mingatchevir a été créé en vertu du décret №1077 du 26 février 2015 du président de la République d'Azerbaïdjan. Le territoire du parc industriel de Mingatchevir est de 26 hectares. Le parc industriel de Mingatchevir est spécialisé dans l'industrie légère, l'industrie textile. Il y a 1 résident dans le parc industriel de Mingatchevir: 
- Mingachevir Textile LLC

Le 21 septembre 2016 a eu lieu la cérémonie de pose des fondations du parc industriel de Mingatchevir. Le 27 février 2018, la cérémonie d'ouverture de deux entreprises de production de fils de coton de Mingachevir Textile LLC s'est tenue dans le parc industriel de Mingatchevir.

### Parc industriel de Garadagh
Le parc industriel du Garadagh a été créé en vertu du décret n ° 1255 du 3 juin 2015 du président de l'Azerbaïdjan. Le territoire du parc industriel de Garadagh, situé au 25ème kilomètre de l'autoroute Bakou-Astara du district de Qaradagh à Bakou, est de 72 hectares. Le parc industriel de Garadagh est une zone dans laquelle se trouvent les infrastructures et les structures de gestion nécessaires à l'activité entrepreneuriale, ce qui contribue au travail efficace et au développement des entrepreneurs, utilisé pour l'organisation de services et le développement de la construction navale compétitive et d'autres industries. 
Il y a 1 résident dans le parc industriel de Garadagh: 
- Baku Shipyard LLC

Le 20 septembre 2013, avec la participation d'Ilham Aliyev, la cérémonie d'ouverture d'une usine de construction navale a eu lieu dans le district de Garadagh à Bakou. Le 26 août 2015, le parc industriel du Garadagh a obtenu le statut de résident.

## Incitations des parcs industriels
- Développement de la compétitivité de la production industrielle grâce à des technologies innovantes et de pointe, création de conditions favorables à la fourniture de services et soutien à l'esprit d'entreprise dans ce domaine
- Assurer le développement stable de l'économie, y compris le secteur non pétrolier;
- Création de conditions favorables aux investissements nationaux et étrangers;
- Augmentation de l'emploi industriel de la population.